# Maximilian Vogel von Falckenstein
Maximilian Eduard August Hannibal Kunz Sigismund Vogel von Falckenstein (* 29. April 1839 in Berlin; † 7. Dezember 1917 auf Schloss Dolzig, Landkreis Sorau (Lausitz)) war ein preußischer General der Infanterie und Politiker.

## Leben

### Herkunft
Maximilian stammt aus der briefadeligen Familie Vogel von Falckenstein und war der Sohn des Gutsbesitzers und preußischen Generals der Infanterie Eduard Vogel von Falckenstein (1797–1885), Generalgouverneur der deutschen Küstenlande in Hannover, und dessen Ehefrau Luise Gärtner (1813–1892).

### Militärkarriere
Er kam 1855 zur Preußischen Armee, wurde 1871 Hauptmann im Großen Generalstab und 1881 Lehrer an der Kriegsakademie. Im Jahr 1888 wurde er zum Generalmajor befördert und zum Kommandeur der 2. Garde-Infanterie-Brigade ernannt. 1889 wurde er Direktor des Allgemeinen Kriegsdepartements im Kriegsministerium. Im Oktober 1891 ist er zum Generalleutnant und Kommandeur der 5. Division in Frankfurt (Oder) ernannt worden. 1896 wurde er schließlich General der Infanterie und Kommandierender General des VIII. Armee-Korps in Koblenz sowie Chef des Ingenieur- und Pionierkorps. In Genehmigung seines Abschiedsgesuches wurde er am 24. Mai 1898 unter gleichzeitiger Ernennung zum Chef des 2. Elsässischen Pionier-Bataillons Nr. 19 mit der gesetzlichen Pension zur Disposition gestellt.
Vogel von Falckenstein war Fideikommissherr auf dem 1000 Hektar großen Gut Dolzig, mit Schloss Dolzig, und von 1907 bis zu seinem Tod Mitglied des Preußischen Herrenhauses.

### Familie
Vogel von Falckenstein heiratete am 3. September 1862 in Koblenz Marie Freiin von Stoltzenberg (1842–1915).

### Auszeichnungen
- 1884 Komtur des Ordens der Württembergischen Krone[3]